# Necati Cumalı
Necati Cumalı (13 de janeiro de 1921 – 10 de janeiro de 2001) foi um turco, escritor de romances, curtas-metragens, ensaios e poesia. Ele nasceu em Florina, Grécia, e sua família havia se estabelecido em Urla perto de Izmir, no âmbito do acordo de 1923 para a câmbio de população entre a Grécia e a Turquia.

## Biografia
Ele cresceu em Urla e fez seus estudos em Izmir, e começou a sua educação em leis na Universidade de Istambul, em seguida, concluído na faculdade de Direito da Universidade de Ancara. Ele começou a escrever poesia ainda estudante e seus poemas foram publicados no início da década de 1940 nos grandes revistas e jornais turcos como Varlık e Servet-i Fünun. No final da década, enquanto ele estava fazendo o serviço militar, ele também começou a escrever contos, em que a influência profunda de outro importante escritor turco, Sabahattin Ali, podia ser sentida. Este, e os temas da consciência social nitidamente descritos em suas obras, podem ser a razão pela qual ele foi por vezes citado com o mesmo rótulo que outros "escritores de esquerda", embora ele nunca tenha participado activamente em questões políticas.
Seu retrato vívido das mulheres em suas obras foi particularmente observado.
Autor de cerca de 15 livros de poesia, e de muitos livros de contos e romances, bem como peças de teatro, Necati Cumalı morreu em 10 de janeiro de 2001, em Istambul.
Depois da sua morte, a sua valiosa coleção de livros foi doado para a Universidade Koç.

## Obras
Um de seus mais conhecidos trabalhos são os curtos romance, "Veraõ Seco" (Susuz Yaz), adaptado pelo diretor de cinema Metin Erksan para o cinema em 1964, estrelado por Hülya Koçyiğit e Erol Tas, e que ganhou o Urso de Ouro no Festival de Cinema de Berlim daquele ano.
Outro famoso romance de Necati Cumalı é "Devastadas Colinas: Macedónia 1900" (Viran Dağlar: Makedonya 1900), onde ele relata a história de sua própria família que descende de uma longa linhagem de turcos Beys (Cuma Beyleri, "os Beys de Djuma"), com a crise nos Balcãs a fornecer o plano de fundo. Este romance foi adaptado (não muito fielmente) para a televisão por Michel Favart em 2001 como uma empresa multinacional de ARTE de produção, sob o título "Le dernier Seigneur des Balcãs".
Sua poesia foi traduzida para o francês por Tahsin Saraç.
Traduções Em Alemão: Ö
Der Mann aus Akhisar, Kitab-Verlag Klagenfurt, 2007
Des Balcãs letzter Bey (Viran Daglar), Kitab-Verlag Klagenfurt, 2009